# Ндебеле, Нджабуло
Нджабуло Ндебеле (англ. Njabulo Ndebele; род. 4 июля 1948, Йоханнесбург, Трансвааль) — южноафриканский филолог и писатель, бывший вице-канцлер и директор Кейптаунского университета. 16 ноября 2012 года занял должность канцлера Йоханнесбургского университета. В настоящее время является председателем Фонда Нельсона Манделы.

## Биография
Его отцом был Нимрод Нджабуло Ндебеле, а матерью — Махосазана Регина Тшабангу. 30 июля 1971 года женился на Мфо Кэтлин Малебо, имеют сына и две дочери. В 1973 году получил степень бакалавра искусств по английскому языку и философии в Университете Ботсваны, Лесото и Свазиленда; в 1975 году получил степень магистра английской литературы Кембриджского университета; в 1983 году стал доктором философии в творческом письме Денверского университета. Также учился в колледже Черчилля, где стал первым получателем южноафриканской стипендии.
С июля 2000 по июнь 2008 года был вице-канцлером и директором Кейптаунского университета, после чего работал научным сотрудником в штаб-квартире Фонда Форда в Нью-Йорке. В сентябре 1998 года вступил в Фонд Форда, сразу после пятилетнего пребывания в должности вице-канцлера и директора Университета Лимпопо в Манквенге в провинции Лимпопо. Ранее занимал должность проректора в Университете Западно-Капской провинции. Также работал заведующим кафедрой африканской литературы в Витватерсрандском университете, проректором, деканом и заведующим кафедрой английского языка Национального университета Лесото.
В 2004 году опубликовал «Крик Винни Манделы», получив признание критиков. Более ранняя публикация «Дураки и другие истории» получила премию Noma Prize, высшую литературную награду Африки за лучшую книгу, изданную в 1984 году. Его эссе о южноафриканской литературе и культуре были опубликованы в сборнике Rediscovery of the Ordinary. Много лет был председателем Конгресса южноафриканских писателей. Как общественный деятель известен своими комментариями по ряду общественных вопросов в ЮАР.
Является ключевой фигурой в системе высшего образования ЮАР. С 2002 по 2005 год был председателем Ассоциации проректоров южноафриканских университетов, а с 2001 года входил в исполнительный совет Ассоциации африканских университетов. Работал на государственной службе в ЮАР в области политики вещания, школьной программы по истории, а в последнее время был председателем правительственной комиссии по развитию и использованию африканских языков в качестве средств обучения в высших учебных заведениях страны. Занимал пост председателя Ассоциации африканских университетов с 2005 по 2009 год, а также был председателем Ассоциации региональных университетов ЮАР.
Имеет почётные докторские степени университетов Великобритании, Нидерландов, Японии, ЮАР и США. Кембриджский университет присвоил ему звание почётного доктора права в 2006 году, а в 2007 году стал почётным членом колледжа Черчилля. В 2008 году Мичиганский университет присвоил ему ещё одну степень почётного доктора права.

## Работы
- Fine Lines from the Box: Further Thoughts About Our Country, 2007 год;
- The Cry of Winnie Mandela, Ayebia Clarke Publishing, 2004 год;
- «Africans must treasure their literature», The Independent, 30 июля 2002 год[4];
- Umpropheti/The Prophetess, 1999 год;
- Death of a Son, 1996 год;
- Bonolo and the Peach Tree, 1994 год;
- Sarah, Rings, and I, 1993 год;
- Rediscovery of the Ordinary: Essays on South African Literature and Culture, 1991 год, переиздан в 2006 году;
- Fools and Other Stories, Ravan Press, 1983 год, переиздан в 2006 году;
- Публиковался в журнале Chimurenga.